# Ida-Marie Dahl
Ida-Marie Moesgaard Dahl (født 19. marts 1998) er en kvindelig dansk håndboldspiller som til daglig spiller for SønderjyskE Hun har tidligere spillet for rumænske CD Gloria Bistrita og danske Viborg HK og Ajax København. I 2024 vendte hun tilbage til Danmark og skrev kontrakt med Sønderjyske.